# Třída S (1931)
Třída S byla třída diesel-elektrických ponorek postavených pro britské královské námořnictvo. Celkem bylo postaveno 62 ponorek této třídy. Je to nejpočetnější třída ponorek postavených pro Royal Navy. Zahraničními uživateli třídy byla Francie, Izrael, Nizozemsko, Portugalsko a Sovětský svaz.

## Stavba
Jednalo se o ponorky střední velikosti navržené pro službu ve Středozemním a Severním moři. V letech 1929 a 1930 byly objednány dva páry ponorek první skupiny třídy S (skupina Swordfish), které měly ve službě nahradit staré ponorky třídy H. Oproti ní měly silnější výzbroji, větší rychlost i vytrvalost. Do služby vstoupily v letech 1932–1933. Do vylepšené druhé skupiny (skupina Shark) patřilo osm ponorek spuštěných na vodu v letech 1932 až 1936. Do služby vstoupily v letech 1934–1938.
Po vypuknutí války bylo v rámci nouzových válečných programů objednáno dalších 50 ponorek třídy S, takže ta se nakonec stala vůbec nejpočetnější britskou ponorkou. V rámci programu pro rok 1939 bylo objednáno pět ponorek, v programu pro rok 1940 třináct ponorek a v programu pro rok 1941 patnáct ponorek. Do stavby se zapojily loděnice Chatham Dockyard, Cammell Laird v Birkenheadu, Scotts Shipbuilding and Engineering Company v Greenocku a Vickers-Armstrongs v Barrow-in-Furness.
Jednotky třídy S:
| Jméno              | Podtřída                        | Loděnice                 | Založení kýlu | Spuštění na vodu | Přijetí do služby | Status |
| ------------------ | ------------------------------- | ------------------------ | ------------- | ---------------- | ----------------- | --- |
| Sturgeon (S73)     | Swordfish                       | Chatham Dockyard         | 1931          | 1932             | únor 1933         | Od října 1943 do září 1945 provozována nizozemským námořnictvem jako Zeehond. Do šrotu 1946.                                                  |
| Swordfish (S61)    | Swordfish                       | Chatham Dockyard         | 1930          | 1931             | listopad 1932     | V listopadu 1940 v Severním moři potopena minou.                                                                                              |
| Seahorse (S98)     | Swordfish                       | Chatham Dockyard         | 1931          | 1932             | říjen 1933        | Dne 7. ledna 1940 v Severním moři potopena minou.                                                                                             |
| Starfish (S19)     | Swordfish                       | Chatham Dockyard         | 1931          | 1933             | říjen 1933        | Dne 9. ledna 1940 v Severním moři potopena německou minolovkou M7.                                                                            |
| Sealion (72S)      | Shark                           | Cammell Laird            | 1933          | 1934             | prosinec 1934     | Roku 1945 potopena jako cvičný cíl. |
| Shark (54S)        | Shark                           | Chatham Dockyard         | 1933          | 1934             | prosinec 1934     | Dne 6. července 1940 se potopila na následky poškození, které jí předchozího dne způsobilo německé letectvo a minolovky M1803, M1806 a M1807. |
| Salmon (N65)       | Shark                           | Cammell Laird            | 1933          | 1934             | březen 1935       | Dne 9. července 1940 ve Stavangeru potopena minou.                                                                                            |
| Snapper (39S)      | Shark                           | Chatham Dockyard         | 1933          | 1934             | červen 1935       | Dne 12. února 1941 v Atlantiku potopena třemi německými minolovkami.                                                                          |
| Seawolf (47S)      | Shark                           | Scotts                   | 1934          | 1935             | březen 1936       | Do šrotu 1945. |
| Spearfish (69S)    | Shark                           | Cammell Laird            | 1935          | 1936             | prosinec 1936     | Dne 1. srpna 1940 v Severním moři potopena německou ponorkou U 34.                                                                            |
| Sunfish (81S)      | Shark                           | Chatham Dockyard         | 1935          | 1936             | červenec 1937     | Od května 1944 zapůjčena sovětskému námořnictvu jako V-1. Dne 27. července 1944 potopena.                                                     |
| Sterlet (2S)       | Shark                           | Chatham Dockyard         | 1936          | 1937             | duben 1938        | Dne 16. dubna 1940 v Severním moři potopena německou minolovkou M75 a třemi stíhači ponorek.                                                  |
| Sterlet (2S)       | Shark                           | Chatham Dockyard         | 1936          | 1937             | duben 1938        | Dne 16. dubna 1940 v Severním moři potopena německou minolovkou M75 a třemi stíhači ponorek.                                                  |
| Safari (P211)      | 1939 War Emergency Programme    | Cammell Laird            | 1940          | 1941             | březen 1942       | Dne 8. lena 1946 se potopila během vlečení k sešrotování.                                                                                     |
| Sahib (P212)       | 1939 War Emergency Programme    | Cammell Laird            | 1940          | 1942             | květen 1942       | Dne 24. dubna 1943 potopena poblíž Sicílie italskou korvetou Gabbiano.                                                                        |
| Saracen (P213)     | 1939 War Emergency Programme    | Cammell Laird            | 1940          | 1942             | červen 1942       | Dne 14. srpna 1943 potopena ve Středomoří italskou korvetou Minerva.                                                                          |
| Satyr (P214)       | 1939 War Emergency Programme    | Scotts                   | 1940          | 1942             | únor 1943         | V letech 1951–1962 provozována francouzským námořnictvem jako Saphir. Do šrotu 1962.                                                          |
| Sceptre (P215)     | 1939 War Emergency Programme    | Scotts                   | 1940          | 1943             | duben 1943        | Do šrotu 1949. |
| Sea Dog (P216)     | 1940 War Emergency Programme    | Cammell Laird            | 1940          | 1942             | září 1942         | Do šrotu 1948. |
| Sibyl (P217)       | 1940 War Emergency Programme    | Cammell Laird            | 1940          | 1942             | srpen 1942        | Do šrotu 1948. |
| (P222)             | 1940 War Emergency Programme    | Vickers-Armstrong        | 1940          | 1941             | květen 1942       | Dne 12. prosince 1942 potopena poblíž Neapole italským torpédoborcem Fortunale.                                                               |
| Sea Nymph (P223)   | 1940 War Emergency Programme    | Cammell Laird            | 1941          | 1942             | listopad 1942     | Do šrotu 1948. |
| Sea Rover (P218)   | 1940 War Emergency Programme    | Scotts/Vickers-Armstrong | 1941          | 1943             | červenec 1943     | Do šrotu 1949. |
| Seraph (P219)      | 1940 War Emergency Programme    | Vickers-Armstrong        | 1940          | 1941             | červen 1942       | Do šrotu 1965. |
| Shakespeare (P221) | 1940 War Emergency Programme    | Vickers-Armstrong        | 1940          | 1941             | červenec 1942     | Do šrotu 1946. |
| Sickle (P224)      | 1940 War Emergency Programme    | Cammell Laird            | 1941          | 1942             | prosinec 1942     | Dne 11. června 1944 se potopila ve Středomoří, pravděpodobně na mině.                                                                         |
| Simoom (P225)      | 1940 War Emergency Programme    | Cammell Laird            | 1941          | 1942             | prosinec 1942     | Dne 15. listopadu 1943 potopena ve Středomoří německou ponorkou U 565.                                                                        |
| Sirdar (P226)      | 1940 War Emergency Programme    | Scotts/Vickers-Armstrong | 1941          | 1943             | září 1943         | Do šrotu 1965. |
| Spiteful (P227)    | 1940 War Emergency Programme    | Scotts                   | 1941          | 1943             | říjen 1943        | V letech 1952–1958 provozována francouzským námořnictvem jako Siréne. Do šrotu 1963.                                                          |
| Splendid (P228)    | 1940 War Emergency Programme    | Chatham Dockyard         | 1941          | 1942             | srpen 1942        | Dne 21. dubna 1943 potopena již od Korsiky německým torpédoborcem ZG3 Hermes (ex Vasilefs Georgios).                                          |
| Sportsman (P229)   | 1940 War Emergency Programme    | Chatham Dockyard         | 1941          | 1942             | prosinec 1942     | Od roku 1952 provozována francouzským námořnictvem jako Sibylle. Dne 24. září 1952 se potopila poblíž Toulonu.                                |
| Scythian (P237)    | 1941 War Emergency Programme    | Scotts                   | 1943          | 1944             | srpen 1944        | Do šrotu 1960. |
| Shalimar (P242)    | 1941 War Emergency Programme    | Chatham Dockyard         | 1942          | 1943             | duben 1944        | Do šrotu 1950. |
| Spark (P236)       | 1941 War Emergency Programme    | Scotts                   | 1942          | 1943             | duben 1944        | Do šrotu 1949. |
| Spirit (P245)      | 1941 War Emergency Programme    | Cammell Laird            | 1942          | 1943             | říjen 1943        | Do šrotu 1950. |
| Statesman (P246)   | 1941 War Emergency Programme    | Cammell Laird            | 1942          | 1943             | prosinec 1943     | V letech 1952–1959 provozována francouzským námořnictvem jako Sultane. Do šrotu 1961.                                                         |
| Stoic (P231)       | 1941 War Emergency Programme    | Cammell Laird            | 1942          | 1943             | červen 1943       | Do šrotu 1950. |
| Stonehenge (P232)  | 1941 War Emergency Programme    | Cammell Laird            | 1942          | 1943             | červen 1943       | Dne 20. března 1944 v Malackém průlivu ztracena z neznámé příčiny.                                                                            |
| Storm (P233)       | 1941 War Emergency Programme    | Cammell Laird            | 1942          | 1943             | srpen 1943        | Do šrotu 1949. |
| Stratagem (P234)   | 1941 War Emergency Programme    | Cammell Laird            | 1942          | 1943             | říjen 1943        | Dne 22. listopadu 1944 v Malackém průlivu potopena japonským námořnictvem.                                                                    |
| Strongbow (P235)   | 1941 War Emergency Programme    | Scotts                   | 1942          | 1943             | prosinec 1943     | Do šrotu 1946. |
| Stubborn (P238)    | 1941 War Emergency Programme    | Cammell Laird            | 1941          | 1942             | únor 1943         | Roku 1946 potopena jako cvičný cíl. |
| Surf (P239)        | 1941 War Emergency Programme    | Cammell Laird            | 1941          | 1942             | březen 1943       | Do šrotu 1949. |
| Syrtis (P241)      | 1941 War Emergency Programme    | Cammell Laird            | 1941          | 1943             | duben 1943        | Dne 28. března 1944 v oblasti Norska potopena minou.                                                                                          |
| Scotsman (P243)    | 1941 War Emergency Programme    | Scotts                   | 1943          | 1944             | prosinec 1944     | Do šrotu 1964. |
| Sea Devil (P244)   | 1941 War Emergency Programme    | Scotts                   | 1943          | 1945             | květen 1945       | Do šrotu 1965. |
| Sea Scout (P253)   | 1942–43 War Emergency Programme | Cammell Laird            | 1943          | 1944             | červenec 1944     | Do šrotu 1965. |
| Selene (P254)      | 1942–43 War Emergency Programme | Cammell Laird            | 1943          | 1944             | červenec 1944     | Do šrotu 1961. |
| Seneschal (P255)   | 1942–43 War Emergency Programme | Scotts                   | 1943          | 1945             | září 1945         | Do šrotu 1960. |
| Sentinel (P256)    | 1942–43 War Emergency Programme | Scotts                   | 1943          | 1945             | prosinec 1945     | Do šrotu 1962. |
| Sidon (P259)       | 1942–43 War Emergency Programme | Cammell Laird            | 1943          | 1944             | listopad 1944     | Roku 1955 potopena explozí vlastního torpéda, vyzvednuta a 1957 potopena jako cvičný cíl.                                                     |
| Sleuth (P261)      | 1942–43 War Emergency Programme | Cammell Laird            | 1943          | 1944             | říjen 1944        | Do šrotu 1958. |
| Solent (P262)      | 1942–43 War Emergency Programme | Cammell Laird            | 1943          | 1944             | září 1944         | Do šrotu 1961. |
| Spearhead (P263)   | 1942–43 War Emergency Programme | Cammell Laird            | 1943          | 1944             | prosinec 1944     | Od roku 1948 provozována portugalským námořnictvem jako Neptuno.                                                                              |
| Springer (P264)    | 1942–43 War Emergency Programme | Cammell Laird            | 1944          | 1945             | srpen 1945        | Od roku 1958 provozována izraelským námořnictvem jako Tanin.                                                                                  |
| Sturdy (P248)      | 1942–43 War Emergency Programme | Cammell Laird            | 1942          | 1943             | prosinec 1943     | Do šrotu 1958. |
| Stygian (P249)     | 1942–43 War Emergency Programme | Cammell Laird            | 1943          | 1943             | únor 1944         | Do šrotu 1949. |
| Subtle (P251)      | 1942–43 War Emergency Programme | Cammell Laird            | 1943          | 1944             | duben 1944        | Do šrotu 1959. |
| Supreme (P252)     | 1942–43 War Emergency Programme | Cammell Laird            | 1943          | 1944             | květen 1944       | Do šrotu 1950. |
| Saga (P257)        | 1942–43 War Emergency Programme | Cammell Laird            | 1944          | 1945             | červen 1945       | Od roku 1948 provozována portugalským námořnictvem jako Nautilo.                                                                              |
| Sanguine (P266)    | 1942–43 War Emergency Programme | Cammell Laird            | 1944          | 1945             | květen 1945       | Od roku 1958 provozována izraelským námořnictvem jako Rahav.                                                                                  |
| Scorcher (P258)    | 1942–43 War Emergency Programme | Cammell Laird            | 1943          | 1944             | březen 1945       | Do šrotu 1962. |
| Spur (P265)        | 1942–43 War Emergency Programme | Cammell Laird            | 1943          | 1944             | únor 1945         | Od roku 1948 provozována portugalským námořnictvem jako Narval.                                                                               |

## Konstrukce

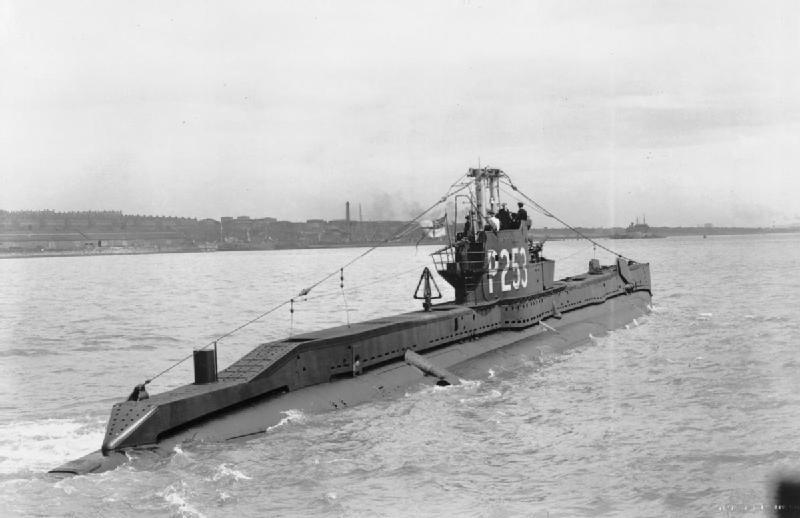
HMS Sea Scout

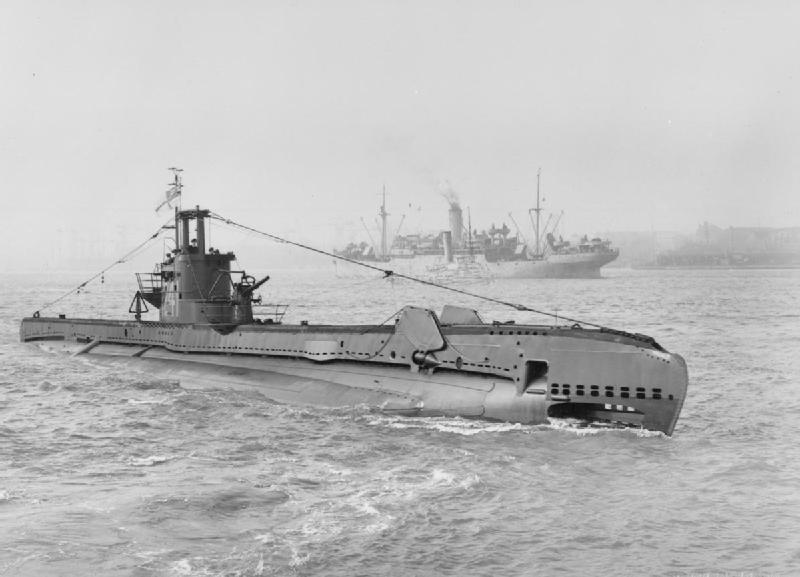
HMS Syrtis

### SkupinaSwordfish
Ponorky byly vybaveny sonarem typu 120. Výzbroj tvořil jeden 76mm/45 kanón QF Mk.II, jeden 12,7mm kulomet a šest 533mm torpédometů, do kterých bylo neseno dvanáct torpéd. Pohonný systém tvořily dva diesely Admiralty o výkonu 1550 hp a dva elektromotory o výkonu 1440 hp, pohánějící dva lodní šrouby. Nejvyšší rychlost dosahovala 13,75 uzlu na hladině a 10 uzlů pod hladinou. Dosah byl 3800 námořních mil při plavbě na hladině rychlostí deset uzlů. Operační hloubka ponoru byla šedesát metrů. Ponoření ponorce trvalo 25–30 sekund.

### Modifikace
Ponorky podtřídy Shark měly o 1,9 metru prodloužený trup. Pohonný systém byl stejný. Jediná Sunfish dostala silnější diesely o výkonu 1900 hp. Na ponorkách z válečných programů pro roky 1939–1941 bylo ve větší míře využito svařování. Ponorky Scotsman a Sea Devil měly svařovaný celý tlakový trup, čímž jejich operační hloubka vzrostla na 110 metrů. Pozdější ponorky rovněž nesly více paliva. Část později postavených ponorek měla výzbroj posílenu o externě umístěný sedmý 533mm torpédomet.

## Operační služba
Třída byla nasazena ve druhé světové válce.

## Zahraniční uživatelé
Francie

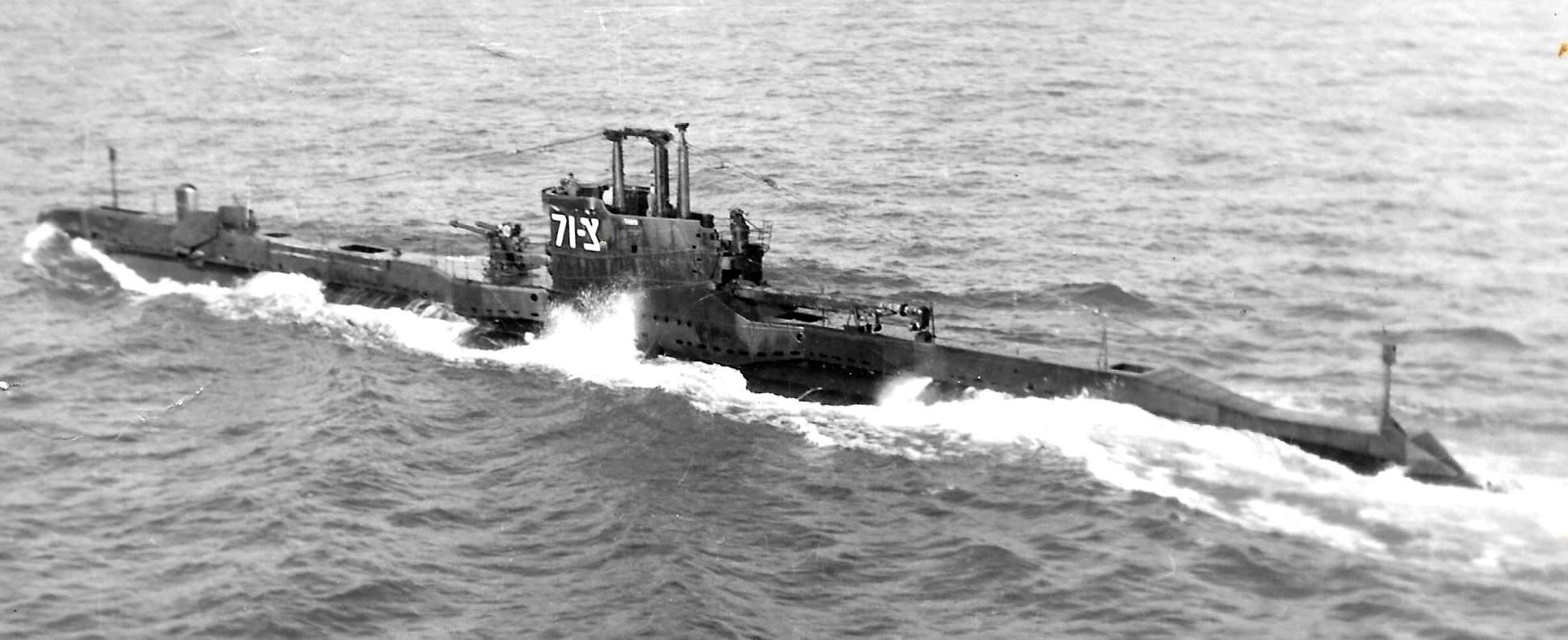
Izraelská ponorka Tanin (S-71)

- Francouzské námořnictvo – Roku 1952 získány ponorky Saphir (ex Satyr), Siréne (ex Spiteful), Sibylle (ex 'Sportsman) a Sultane (ex Statesman). Poslední vyřazena roku 1962.[4]

 Izrael
- Izraelské námořnictvo – Roku 1960 námořnictvo zařadilo ponorky INS Tanin (S-71, ex Springer) a INS Rahav (S-73, ex Sanguine). Ve službě byly do konce 60. let.[7]

 Nizozemsko
- Nizozemské královské námořnictvo – V letech 1943–1945 provozovalo ponorku Zeehond (ex Sturgeon).[5]

 Portugalsko
- Portugalské námořnictvo – Roku 1948 získalo ponorky Neptuno (ex Spearhead), Nautilo (ex Saga) a Narval (ex Spur).[6]

 Sovětský svaz
- Sovětské námořnictvo – Roku 1944 provozována ponorka V-1 (ex Sunfish).[3]